# میدان الف
میدان الف که در قدیم از میادین شمال تهران است که در محمودیه قرار دارد.  این میدان در خیابان مقدس اردبیلی واقع است.  رودخانه ولنجک  از این میدان عبور می کند. میدان الف در نزدیکی خیابان ولیعصر و منطقه ولنجک واقع است. 